# 서산중앙고등학교
서산중앙고등학교(瑞山中央高等學校)는 대한민국 충청남도 서산시 동문동에 있는 공립 고등학교이다.

## 학교 연혁
- 1943년 3월 31일 : 서산공립농림학교 설립인가
- 1943년 4월 20일 : 서산공립농림학교 개교(4년제 농업과 1학급)
- 1946년 9월 1일 : 서산농림중학교로 개칭(6년제 농업과 1학급, 임업과 1학급)
- 1950년 6월 1일 : 수업연한 4년으로 변경(농업과 1학급, 임업과 1학급)
- 1951년 9월 1일 : 서산농림고등학교 개칭(3년제 농업과 2학급, 임업과 1학급)
- 1994년 3월 1일 : 학칙 변경 인가 - 서산농공업고등학교 학교명 변경
- 2008년 3월 1일 : 서산중앙고등학교로 교명 변경, 보통과 신설 (보통과 2, 레저원예조경과 2, 관광조리경영과 2, 생물산업기계과 2)
- 2011년 7월 4일 : 학칙 변경 인가 - 보통과 2학급 증설 및 학과 개편(레저원예조경과 1, 바이오식품가공과 2, 생물산업기계과 1, 보통과 4)
- 2018년 3월 1일 : 학칙 변경 인가 - 원예조경과 1, 식품가공과 2, 생물산업기계과 1, 보통과 4
- 2024년 9월 1일 : 제30대 김교학 교장 취임
- 2025년 3월 4일 : 2025학년도 입학식(제79회 291명) (보통과 6, 생태경관디자인과 1, 식품가공과 2, 산업설비기계과 1)

## 설치 학과
- 원예조경과(생태경관디자인과)
- 식품가공과
- 생물산업기계과(산업설비기계과)
- 일반계열

## 참고 자료
- 서산중앙고등학교 - 한국교육학술정보원 학교알리미